# Quartique rationnelle
Une quartique rationnelle est une courbe algébrique définie par un polynôme de degré quatre et de genre zéro.
On peut faire la distinction entre :
- les quartiques rationnelles bicirculaires ;
- les quartiques rationnelles non bicirculaires.